# DAM (groupe)
Pour les articles homonymes, voir Dam.
DAM (arabe : دام ; hébreu : דם), acronyme de Da Arabian MC's, est un groupe de hip-hop palestinien,,, originaire de Lod, en Israël. Il est l'un des premiers groupes de rap palestinien. DAM  est formé en 1999 par les frères Tamer et Suhell Nafar et leur ami Mahmoud Jreri. Leurs chansons traitent en majorité du conflit israélo-palestinien et de la pauvreté.

## Biographie

### Débuts (1999–2000)
Les membres du groupe résident en Israël et fondent DAM en 1999. Le trio se compose de Tamer Nafar, son frère Suhell et leur ami Mahmoud Jrere ainsi que la chanteuse Maysa Daw. Le nom du groupe signifie « éternité » en arabe (دم) et sang en hébreu (דם), mais est également l'acronyme de Da Arabic MC's. DAM chante principalement en arabe, mais également en anglais, hébreu et même français dans le but de toucher un public plus large.

### Nouveaux albums (2001–2005)
En 2001, alors qu'ils ne possèdent pas encore de réel contrat avec une maison de disques, le single Meen Irhabi ? (Qui est le terroriste ?) est téléchargé plus d'un million de fois depuis leur site web. Le groupe a également réalisé quatre tournées européennes.
Un de leurs derniers singles est en hébreu. Ils espèrent ainsi apporter le message palestinien au public israélien. « Les arabes savent déjà comme ils vivent - nous devons informer les israéliens sur ce qui se passe. » Le groupe a composé le thème d'ouverture de la série télévisée Arab Labor.

### DedicationetSlingshot Hip Hop(depuis 2006)

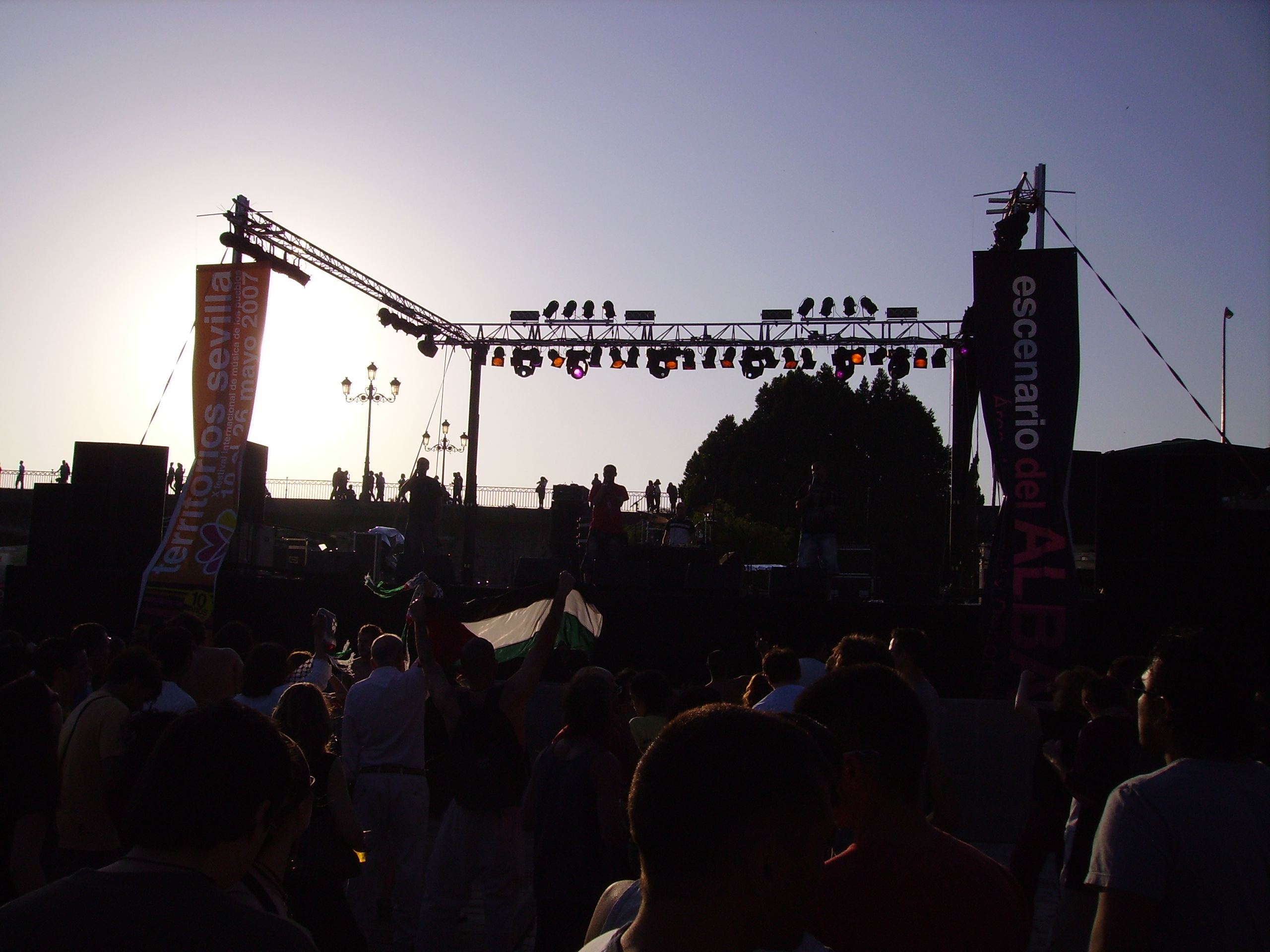
DAM au festival Territorios Sevilla en 2007.

Leur troisième album Dedication bénéficie d'une sortie internationale le 30 octobre 2006. 
Un film informe aussi de la situation des palestiniens, Slingshot Hip Hop, consacré au problème israélo-palestinien, réalisé par Jackie Reem Salloum. Comme son nom l'indique, il est question de hip-hop. Ce film nous parle du côté libérateur et purificateur de l'art, notamment en temps de guerre, comme alternative à la violence. Plusieurs groupes de rap nous sont présentés tel que DAM, PR, Mahmoud Shalaby, ou encore quelques chanteuses de RnB comme Abeer ou Arapeyat. Ils sont tous motivés par un espoir : que cette guerre s'achève, et qu'ils puissent enfin vivre en liberté. Tous ces artistes aspirent surtout à donner l'exemple aux palestiniens, et tout particulièrement à la nouvelle génération qui tend à tomber dans la drogue et la violence.

## Style musical
Les paroles du groupe se veulent être l'expression de la sensation d'être des citoyens de seconde zone en Israël. Mais traite également d'autres sujets, dont la violence due à la drogue. « Notre ville, Lod, est considérée comme le plus grand marché de drogue du Moyen-Orient. Vous pouvez tout avoir là-bas - cannabis comme cocaïne », déclare Tamer Nafar, le leader du groupe. Mais la vigueur de leur message milite en premier lieu pour la paix. 
Le réalisateur Udi Aloni s´inspire en partie de leur parcours et de leurs opinions dans le film "Junction 48". Le film co-écrit avec l´un des membres du groupe, le chanteur Tamar Nafar, qui y tient d´ailleurs le rôle principal, sera diffusé lors de la Berlinale de 2016. 
Le musicien Mahmoud Jrere a quant à lui sorti un premier album solo en anglais et organisé la PMX, première exposition de la musique palestinienne en Angleterre.

## Discographie
- 2006 : Ihda'
- 2012 : Dabke on the Moon
- 2019 : Ben Haana Wa Maana

## Filmographie
- 2002 : Local Angel
- 2003 : Channels of Rage
- 2007 : Forgiveness
- 2007 : UK London by Eliot Manches
- 2008 : Slingshot Hip Hop de Jackie Salloum
- 2008 : Salt of the Sea de Annemarie Jacir
- 2008 : Where in the world is Osama Ben Laden?
- 2009 : Checkpoint Rock
- 2010 : Targeted Citizen de Rahel Lea Jones (as DAM)
- 2011 : Habibi Rasak Kharban by Susan Youssef (Tamer & Suhell Nafar in a small part as fishermen)
- 2012 : I'lam Media Center: I have the right! By Firas Khoury (Tamer Nafar as himself)
- 2012 : Yala on the Moon (Yala al Amar) by Jackie Salloum and Suhell Nafar (DAM in the soundtrack and Tamer Nafar in a small part as a driver)
- 2012 : Art/Violence
- 2012 : Insha'Allah (film franco-canadien réalisé par Anaïs Barbeau-Lavalette)